# Clendenin
Clendenin város az USA Nyugat-Virginia államában, Kanawha megyében. Lakosainak száma 854 fő (2020. április 1.).

## Népesség
A település népességének változása:

| 2010 | 1 227 |
| 2020 | 854   |